# セレブファイブ
セレブファイブ（Celeb Five、셀럽파이브）は、韓国の女性コメディアンによるユニット。

## 解説
2017年10月、荻野目洋子の『ダンシング・ヒーロー』をフィーチャーした大阪府立登美丘高等学校ダンス部のバブリーダンスのダンスカバーを演じるため、キム・シニョンとソン・ウニが中心となり、YouTubeチャンネル「VIVO TV」で企画・結成された。結成時のメンバーは他にシン・ボンソン、アン・ヨンミ、キム・ヨンヒの計5名。
同年11月の「御堂筋オータムパーティー2017（御堂筋ランウェイ）」で、結成の動機となった登美丘高校ダンス部に取材を敢行。交渉により使用料を払うことで著作権の問題をクリアし、バブリーダンスをカバーする許可を得る。
2018年1月、『ダンシング・ヒーロー』にキム・シニョンがオリジナルの韓国語詞を付けたデジタルシングル『セレブファイブ（セレブになりたい）』（原題『셀럽파이브 (셀럽이 되고 싶어)』）でデビュー。複数のK-POPグループが同曲のカバーダンスを演じて話題となる。
スケジュールの都合でキム・ヨンヒが脱退。11月に「MBC Plus X Genie Music Awards」で登美丘高校ダンス部OBと共演を果たした。
第2弾『シャッター』（キム・シニョン作詞、Muzie作曲）の振り付けは、バブリーダンスの振付師であるakaneが担当した。同曲のミュージックビデオには俳優のイ・ドックァが参加した。